# Jean-Pierre Jabouille
Jean-Pierre Alain Jabouille (Párizs, 1942. október 1. – Saint-Cloud, 2023. február 2.) francia autóversenyző, Formula–1-es pilóta. A Formula–1 történetében ő nyert először turbófeltöltésű motorral.

## Pályafutása
Sikeresen szerepelt a Formula–2-ben. 1975-ben mutatkozott be a Formula–1-ben, a Tyrrell színeiben, amikor az egyik pilótát kellett helyettesítenie a francia nagydíjon. 1977-ben már a Renault csapatában versenyzett, és kezdettől fogva részt vett a turbómotorok kifejlesztésében. A francia nagydíjat megnyerte a turbómotorral hajtott Renault-val, és ezzel örökre beírta magát a Formula–1 történetében. Az esemény nemzeti visszhangot kapott, mert francia gyártmányú autóval, a francia nagydíjon egy francia pilóta tudott győzni. Ezek után még egy futamot nyert, az 1980-as osztrák nagydíjat, majd a kanadai nagydíjon eltörte a lábát. 1981-ben a Ligier-vel tért vissza, de mivel a lába a törés után nem gyógyult meg teljesen, ezért néhány futam után visszavonult a Formula–1-től.
Az 1990-es évek elején a Peugeot sportautó csapatában versenyzett, majd kinevezték a francia autógyár autósport-programjának felelősévé.

## Teljes Formula–1-es eredménysorozata
(Táblázat értelmezése)

(Félkövér: pole-pozícióból indult; dőlt: leggyorsabb kört futott) 

| Év   | Csapat         | 1      | 2      | 3      | 4      | 5      | 6      | 7      | 8      | 9      | 10     | 11     | 12     | 13     | 14     | 15     | 16     | 17  | Helyezés | Pont |
| ---- | -------------- | ------ | ------ | ------ | ------ | ------ | ------ | ------ | ------ | ------ | ------ | ------ | ------ | ------ | ------ | ------ | ------ | --- | -------- | ---- |
| 1974 | Frank Williams | ARG    | BRA    | RSA    | ESP    | BEL    | MON    | SWE    | NED    | FRA Nk | GBR    | GER    |        |        |        |        |        |     | -        | 0    |
| 1974 | Surtees        |        |        |        |        |        |        |        |        |        |        |        | AUT Nk | ITA    | CAN    | USA    |        |     | -        | 0    |
| 1975 | Tyrrell        | ARG    | BRA    | RSA    | ESP    | MON    | BEL    | SWE    | NED    | FRA 12 | GBR    | GER    | AUT    | ITA    | USA    |        |        |     | -        | 0    |
| 1977 | Renault        | ARG    | BRA    | RSA    | USW    | ESP    | MON    | BEL    | SWE    | FRA    | GBR Ki | GER    | AUT    | NED Ki | ITA Ki | USA Ki | CAN Nk | JPN | -        | 0    |
| 1978 | Renault        | ARG    | BRA    | RSA Ki | USW Ki | MON 10 | BEL Hn | ESP 13 | SWE Ki | FRA Ki | GBR Ki | GER Ki | AUT Ki | NED Ki | ITA Ki | USA 4  | CAN 12 |     | 17.      | 3    |
| 1979 | Renault        | ARG Ki | BRA 10 | RSA Ki | USW Ni | ESP Ki | BEL Ki | MON -  | FRA 1  | GBR Ki | GER Ki | AUT Ki | NED Ki | ITA 14 | CAN Ki | USA Ki |        |     | 13.      | 9    |
| 1980 | Renault        | ARG Ki | BRA Ki | RSA Ki | USW 10 | BEL Ki | MON Ki | FRA Ki | GBR Ki | GER Ki | AUT 1  | NED Ki | ITA Ki | CAN Ki | USA    |        |        |     | 8.       | 9    |
| 1981 | Ligier         | USW    | BRA    | ARG Nk | SMR Hn | BEL Ki | MON Nk | ESP Ki | FRA    | GBR    | GER    | AUT    | NED    | ITA    | CAN    | CPL    |        |     | -        | 0    |

## Fordítás
- Ez a szócikk részben vagy egészben  a   Jean-Pierre Jabouille című angol Wikipédia-szócikk fordításán alapul.  Az eredeti cikk szerkesztőit annak laptörténete sorolja fel. Ez a jelzés csupán a megfogalmazás eredetét és a szerzői jogokat jelzi, nem szolgál a cikkben szereplő információk forrásmegjelöléseként.